# کوزه گلی
کوزه گِلی یکی از سه گونهٔ سفالگری و به ظروف گِلین هم معروف است.

## انواع کوزه گری با نگاهی علمی
در علم سفالگری ۳ روش برای ساخت یک کوزه وجود دارد که عبارتند از کوزهٔ گِلی، کوزه‌گری سنگی و کوزه‌گری چینی که از زمان‌های بسیار دور به وجود آمده‌اند.
ساده‌ترین نوع کوزه‌گری آن است که ظروفی از گل می‌سازند و بعد آن را در کوره می‌پزند. این گونه ظرف‌ها به نام ظروف گلین یا کوزه گِلی معروف است. این گونه از ظروف سوراخ‌های بسیار ریزی دارند که آب به آرامی از آن‌ها خارج می‌شود.